# Suikoden III (manga)
Suikoden III (幻想水滸伝３　運命の継承, Gensō Suikoden Ⅲ Unmei no keishō-sha) est un seinen manga écrit et dessiné par Aki Shimizu, adapté du jeux vidéo de rôle de 2002 Suikoden III, développé et édité par la société japonaise Konami sur PlayStation 2. La version française est éditée en intégralité par Soleil Manga.

## Synopsis
La guerre fait rage depuis des lustres entre les Grasslands et les Zexen. De chaque côté, les jeunes générations sont formées pour défendre leur clan. Victimes de cette guerre fratricide, la frêle Chris et le jeune Hugo devront se battre jusqu’à la mort. Derrière ce conflit se cache cependant la quête des True Rune, conférant à leurs possesseurs des pouvoirs inimaginables. Action, honneur, trahison et personnages mythologiques sont les maîtres mots de cette saga inspirée du célèbre jeu vidéo RPG (Role Playing Game) de Konami.

## Liste des volumes
Parution en France
- Éditeur : Soleil Manga
- Format : 114 mm x 172 mm

- Tome 01 : sorti le 22 février 2006
- Tome 02 : sorti le 22 février 2006
- Tome 03 : sorti le 26 avril 2006
- Tome 04 : sorti le 21 juin 2006
- Tome 05 : sorti le 23 août 2006
- Tome 06 : sorti le 25 octobre 2006
- Tome 07 : sorti le 6 décembre 2006
- Tome 08 : sorti le 25 juillet 2007
- Tome 09 : sorti le 26 septembre 2007
- Tome 10 : sorti le 12 décembre 2007
- Tome 11 : sorti le 28 mai 2008